# Správní obvod obce s rozšířenou působností Králíky
Správní obvod obce s rozšířenou působností Králíky je od 1. ledna 2003 jedním ze šesti správních obvodů rozšířené působnosti obcí v okrese Ústí nad Orlicí v Pardubickém kraji. Čítá 5 obcí.
Město Králíky je zároveň obcí s pověřeným obecním úřadem, přičemž oba správní obvody jsou územně totožné.

## Seznam obcí
Poznámka: Města jsou vyznačena tučně, městyse kurzívou.
- Červená Voda
- Dolní Morava
- Králíky
- Lichkov
- Mladkov

## Obyvatelstvo
| Rok  | Obyv.  | ± %    |
| ---- | ------ | ------ |
| 1869 | 19 749 | —      |
| 1880 | 19 564 | −0,9 % |
| 1890 | 19 254 | −1,6 % |
| 1900 | 18 085 | −6,1 % |
| 1910 | 17 465 | −3,4 % |

| Rok  | Obyv.  | ± %     |
| ---- | ------ | ------- |
| 1921 | 15 099 | −13,5 % |
| 1930 | 15 726 | +4,2 %  |
| 1950 | 8 958  | −43 %   |
| 1961 | 9 433  | +5,3 %  |
| 1970 | 9 731  | +3,2 %  |

| Rok  | Obyv. | ± %    |
| ---- | ----- | ------ |
| 1980 | 9 714 | −0,2 % |
| 1991 | 9 420 | −3 %   |
| 2001 | 9 500 | +0,8 % |
| 2011 | 8 712 | −8,3 % |
| 2021 | 8 114 | −6,9 % |